# Aergie
Aergie (du grec ancien Ἀεργία : paresse) est une déesse de la mythologie grecque, la personnification de la paresse, de l'oisiveté et de l'indolence (anciennement, l'acédie). 

## Mythologie
Selon Hygin, c'est la fille de Gaïa et d'Éther, et elle garde Hypnos dans le royaume souterrain des morts:
"[Dans] les recoins creux d'une grotte profonde et rocheuse... [sont] situés les couloirs du paresseux Somnus/ Hypnos (Sommeil) et sa demeure tranquille. Le seuil est gardé par l'ombragé Quies/ ?Hesychia (Calme) et la terne Oblivio / Léthé (Oubli) et la torpide Ignavia/ Aergie (Paresse) au visage toujours assoupi. Otia/ Acratus (Aisance, Comfort) et Silentia/ ?Hesychia (Silence) aux ailes repliées sont assis silencieux sur le parvis..."

## Équivalents
Aergie est assimilée à la déesse latine Socordia pour Hygin, Ignavia pour Stace. Son opposée est Hormê (Hormes en latin), déesse de l'effort enthousiaste. Elle a été traduite en grec parce qu'Hyginus l'a mentionnée sur la base d'une source grecque, et peut donc être considérée à la fois comme une déesse grecque et romaine.

## Opposé
Sa divinité opposé est Hormê, la déesse de l'effort industrieux, de l'action.